# Alessandra Nibbi
Alessandra Nibbi (Porto San Giorgio, 30 juni 1923 – Oxford, 15 januari 2007) was archeoloog, egyptoloog en docent. Zij werd geboren in Italië, maar werd later genaturaliseerd tot Australische. Zij heeft een belangrijke bijdrage geleverd aan het herschrijven van de geografie van het oude Egypte.

## Biografie
Alessandra Nibbi werd geboren in 1923 en was de dochter van Gino Nibbi (schrijver en kunsthistoricus) en Elvira Petrelli. Vanwege de politieke situatie in Italië emigreerde het gezin in 1928 naar Melbourne in Australië. Haar hele opleiding was vervolgens in het Engels, zodat deze taal haar moedertaal werd. Nibbi studeerde in 1946 af aan de Universiteit van Melbourne en haalde aan het conservatorium een diploma zang (sopraan). Daarna werkte zij als docent Engelse taal en letterkunde. Kort na de Tweede Wereldoorlog, in 1947, keerde het gezin Nibbi terug naar Italië, waar Alessandra in het huwelijk trad. In 1953 werd haar zoon Daniele geboren. Daarna woonde het gezin weer enkele jaren in Australië, maar in 1963 keerden de Nibbi’s definitief terug naar Italië.
Tijdens de terugreis, toen het schip zich in het Suezkanaal bevond, nam Nibbi deel aan een excursie naar de Egyptische piramides. Deze gebeurtenis veranderde haar leven. Onmiddellijk na aankomst in Italië, schreef zij zich in aan de Universiteit van Perugia, waar zij colleges volgde bij de etruskoloog Massimo Pallottino en daarna aan de Universiteit van Florence, waar zij in 1965 afstudeerde in de Letteren. Door onduidelijke omstandigheden en omdat zij ook de Australische nationaliteit bezat, moest Nibbi Italië verlaten. Zij verhuisde toen met haar zoon naar Engeland, waar zij een tijd lang weer Engelse les gaf. Ten slotte besloot zij te verhuizen naar Oxford, waar zij de rest van haar leven zou blijven wonen.

## Wetenschappelijk werk
Nibbi hield zich hoofdzakelijk bezig met het bestuderen van de archeologische en historische bronnen, vooral om allerlei (in haar ogen) onjuiste overtuigingen te corrigeren op geografisch gebied. Als voorbeeld kan haar boek The Sea-Peoples: A Re-examination of the Egyptian Sources (1972) dienen. Hierin poogt zij aan te tonen dat de oude Egyptenaren met het begrip Wadj-wer “het Grote Groen” niet de zee bedoelden, maar de Nijldelta. Het zou dan een verwijzing zijn naar de weelderige begroeiing van de Delta. Op basis van deze stelling kwam ze tot afwijkende meningen over egyptologische kwesties als de identificatie van de zogenaamde Zeevolken en de relaties van Egypte met Palestina en Cyprus.
Al haar publicaties werden op eigen kosten uitgegeven, omdat zij niet verbonden was aan een academische instelling, zoals een museum of een universiteit. Nibbi was er trots op om onafhankelijk te zijn. Haar boek uit 1972 riep veel reacties op en werd vooral vanuit de academische wereld heftig bestreden. Na het 29e Internationaal Oriëntalistencongres (Parijs, 1973) begon professor Claude Vandersleyen met haar samen te werken. Hij wilde proberen om de stellingen van Nibbi te onderbouwen met zijn kennis van Egyptische inscripties. Aangezien de belangrijkste tijdschriften in het veld weigerden om haar artikelen te publiceren, richtte Nibbi in 1985 haar eigen tijdschrift Discussions in Egyptology op, waarin zij vrij haar gedachten naar voren kon brengen. Dankzij de kwaliteit van de publicaties en de talloze medewerkers die zij wist in te schakelen, wordt dit tijdschrift tegenwoordig beschouwd als een volwaardig vakblad op het gebied van de egyptologie. Nibbi voerde ook terreinverkenningen en opgravingen uit in Egypte (Marsa Matruh) om haar theorieën te kunnen staven.

## Publicaties (selectie)
- The Sea-Peoples: A Re-examination of the Egyptian Sources, 1972, ISBN 978-0-8155-5041-9.
- Wenamun and Alashiya reconsidered, in: Discussions in Egyptology, 1 december 1985, 238 p., ISBN 978-0-9510704-1-3.
- Lapwings and Libyans in ancient Egypt, in: Discussions in Egyptology, 1 december 1986, 137 p., ISBN 978-0-9510704-2-0.
- Ancient Egyptian Pot Bellows and the Oxhide Ingot Shape, in: Discussions in Egyptology, 1 december 1987, 80 p., ISBN 978-0-9510704-3-7.
- Canaan and Canaanite in Ancient Egypt, in: Discussions in Egyptology, 1 december 1989, 128 p., ISBN 978-0-9510704-4-4.
- Some geographical notes on Ancient Egypt: A selection of published papers, 1975-1997, in: Discussions in Egyptology, speciale uitgave, 1 december 1997, 423 p., ISBN 978-0-9510704-7-5.
- Ancient Egyptian Anchors and the Sea, in: Discussions in Egyptology, 1 december 2002, 120 p., ISBN 978-0-9510704-8-2.